# La Chicane
La Chicane est un groupe de rock québécois, originaire de Val-d'Or. Leur style musical est catégorisé « jazz-rock » ou « lounge rock ».

## Biographie
Le groupe est formé en 1993 par Boom Desjardins, Alain Villeneuve, Suzanne Dufour, Christian Legault et Éric Lemieux.
Plus tard se rajoute Martin Bédar à la batterie, Dany Bédard et Éric Maheu y sont bassistes tour à tour, ensuite Éric Maheu et Matt Laurent.
En 2000, La Chicane est nommé « meilleur groupe » et « album francophone le plus vendu » aux Juno Awards. Ils jouent pendant l'édition 2003 du Molson Canadian Rocks for Toronto SARS, aux côtés de groupes bien connus. Le groupe décide de se séparer en 2006.
La nouvelle formation, établie en 2008, est constituée de Matt Laurent, Christian Legault et Éric Lemieux. En 2017, après près de dix ans d'absence, La Chicane revient avec un nouveau morceau, La Dernière Chicane,. La chanson est enregistrée à la fin janvier de la même année, après la conférence de presse officialisant le retour du groupe ; il comprend la formation Desjardins, Dany et Martin Bédar, Éric Maheu, Yanick Boivin et Christian Legault.

## Membres
- Dany Bédar - basse (2001-2022)
- Martin Bédar - batterie (2001-2022)
- Alex Kirouac - batterie (2022-)
- Sebastien Daigle - guitare (2021-)
- Daniel « Boom » Desjardins - chant et guitare depuis 1993
- Matt Laurent - chant, guitare solo (2008)
- Christian Legault - guitare et chant
- Éric Lemieux - claviers et chant
- Éric Maheu - basse (2003-)
- Alain Villeneuve - guitare et back vocal (1993-2000)
- Suzanne Dufour - back vocal (1993-1999)
- Jean-Marc Couture - Guitare (2022-)

- Pierre Roberge (arrangement - en catimini)

## Lauréats et nominations

### Gala de l'ADISQ
| Année | Catégorie                           | Pour                     | Résultat   |
| ----- | ----------------------------------- | ------------------------ | ---------- |
| 1999  | album de l'année - rock             | En catimini              | nomination |
| 1999  | chanson populaire de l'année        | Calvaire                 | nomination |
| 1999  | groupe de l'année                   | La Chicane               | nomination |
| 1999  | révélation de l'année               | La Chicane               | nomination |
| 2000  | album de l'année - meilleur vendeur | En catimini              | nomination |
| 2000  | chanson populaire de l'année        | Juste pour voir le monde | nomination |
| 2000  | groupe de l'année                   | La Chicane               | lauréat    |
| 2001  | album de l'année - meilleur vendeur | Disparu                  | nomination |
| 2001  | album de l'année - rock             | Disparu                  | lauréat    |
| 2001  | chanson populaire de l'année        | Tu peux partir           | nomination |
| 2001  | groupe de l'année                   | La Chicane               | nomination |
| 2002  | chanson populaire de l'année        | Tu m'manques             | nomination |
| 2002  | groupe de l'année                   | La Chicane               | nomination |
| 2003  | album de l'année - rock             | Ent'nous autres          | nomination |
| 2003  | chanson populaire de l'année        | Viens donc m'voir        | nomination |
| 2003  | groupe de l'année                   | La Chicane               | nomination |

### Prix Juno[14]
| Année | Catégorie                       | Pour        | Résultat   |
| ----- | ------------------------------- | ----------- | ---------- |
| 2000  | meilleur groupe                 | La Chicane  | nomination |
| 2000  | album francophone le plus vendu | En catimini | lauréat    |
| 2002  | album francophone le plus vendu | Disparu     | nomination |
| 2004  | groupe de l'année               | La Chicane  | nomination |